# Wang Xiaojun
Wang Xiaojun (* 1959) ist ein chinesischer Generalmajor der Volksbefreiungsarmee, der von Dezember 2016 bis April 2019 Kommandeur der UN-Truppen der United Nations Mission for the Referendum in Western Sahara (MINURSO) war.

## Leben
Wang trat 1976 in die Volksbefreiungsarmee ein und schloss einen Studiengang für Fermmeldetechnologie und Fernmeldeoffizier an der Heereskommandoschule in Nanjing mit einem Bachelor ab. Ein weiteres postgraduales Studium für Militärverwaltung am Militärwissenschaftlichen Institut der Volksbefreiungsarmee beendete er mit einem Master. Nach verschiedenen Verwendungen als Offizier war er von 1992 bis 1993 als Militärbeobachter der Vereinten Nationen nach dem Zweiten Golfkrieg in Kuwait eingesetzt. In der Folgezeit war er wiederum auf verschiedenen Posten in China sowie anschließend von 2003 bis 2004 Kommandeur eines Truppensektors der United Nations Mission for the Referendum in Western Sahara (MINURSO).
Nach einer kurzzeitigen Verwendung innerhalb der Volksbefreiungsarmee wechselte Wang 2006 in den Militärattachédienst und war zwischen 2006 und 2016 nacheinander als Militärattaché an den Botschaften in Brasilien, Indien, Schweden sowie zuletzt in den USA.
Am 8. Dezember 2016 wurde Generalmajor Wang als Nachfolger des aus Pakistan stammenden Generalmajor Muhammad Tayyab Azam von UN-Generalsekretär Ban Ki-moon zum Kommandeur der UN-Truppen der United Nations Mission for the Referendum in Western Sahara (MINURSO) ernannt. Diese wurde im April 1991 auf Empfehlung des UN-Generalsekretärs vom UN-Sicherheitsrat zur Überwachung des Waffenstillstands in der Westsahara sowie der Durchführung eines Referendums, in dessen Rahmen zwischen einer Integration in den marokkanischen Staat und der Unabhängigkeit gewählt werden soll.
Wang ist verheiratet und Vater von zwei Kindern.